# Altes Museum
Altes Museum (alemany per ‘museu antic’) és un edifici del Classicisme dissenyat per l'arquitecte alemany Karl Friedrich Schinkel. L'obra va ser acabat el 1828 i va ser inaugurat el 1830. És al mig de la Museumsinsel (‘Illa dels Museus’) a la ciutat de Berlín. Alberga la col·lecció d'antiguitats dels museus estatals de la ciutat. Des de 2005 fins a la inauguració el 2009 del Neues Museum allotjava l'exposició de l'Ägyptisches Museum (Museu Egipci).
L'edifici és considerat com un dels més importants exemples del Neoclassicisme. Va ser dissenyat entre 1822 i 1823 però tan sols se'n va poder començar la construcció el 1825.
És el primer museu del món dissenyat com a tal. L'edifici té una longitud de 87 m i una amplària de 57 m. Consta d'un cos cúbic amb teulada plana. Les sales d'exposició són agrupades al voltant de dos patis interns. Als voltants hi ha dos museus més: elNeues Museum (museu nou) i el Museu de Pèrgam (Pergamonmuseum).